# 春日山 (奈良縣)

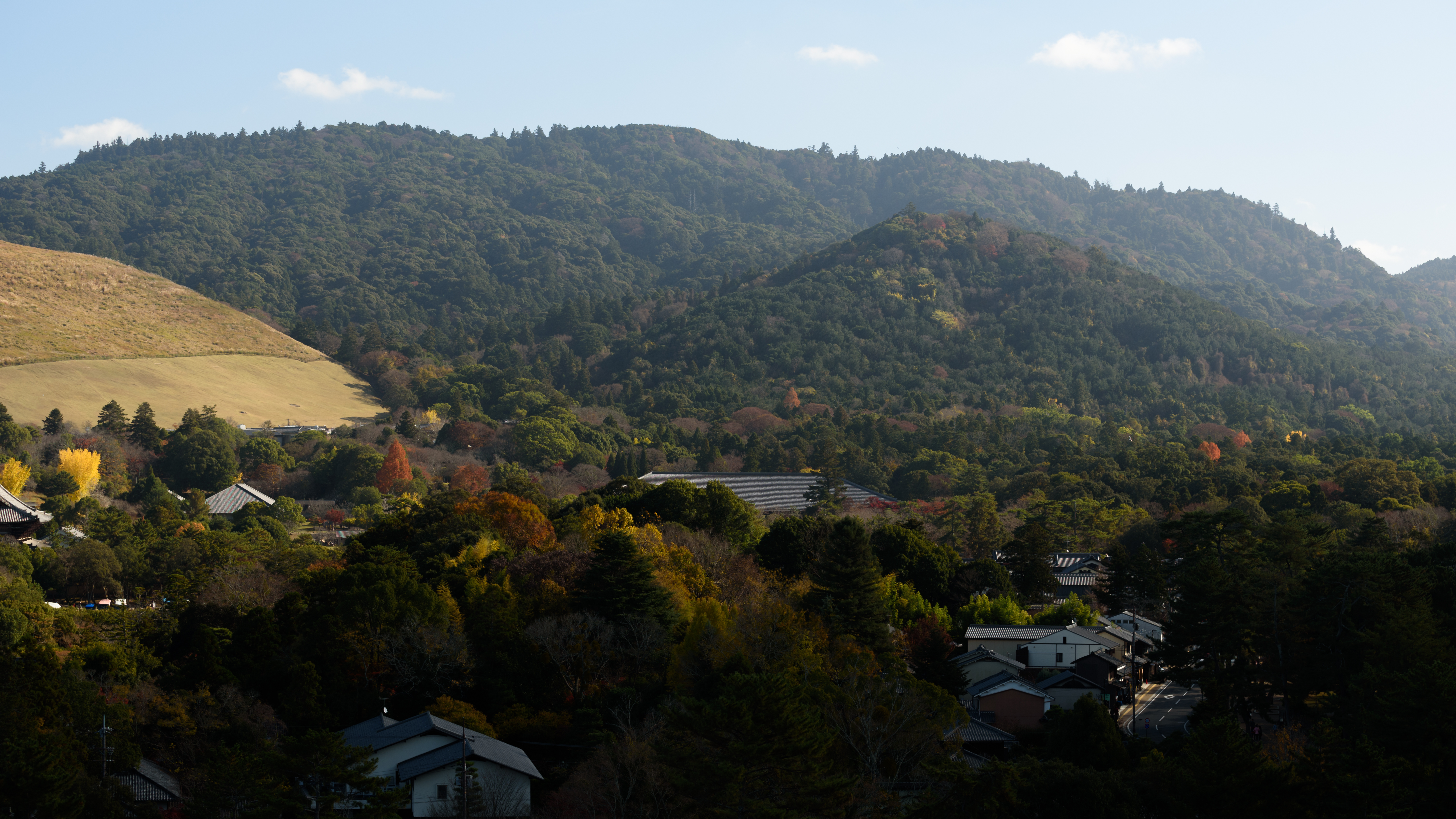
花山和御蓋山、望自奈良縣廳

春日山（かすがやま）是奈良縣奈良市的春日大社東側標高497公尺的花山（はなやま）或西隣標高283公尺的御蓋山（三笠山・みかさやま）的通稱。為了區別，會將御蓋山稱作「（春日）前山」・花山稱作「（春日）奧山」。又，也用來總稱兩山及芳山（518m）等連峰。

## 概要
自古以來作為神奈備山受到崇敬，特別在平城京遷都以後，受到朝廷尊崇。768年（神護景雲2年），藤原永手在和祖父・不比等有淵源的春日山山麓創建氏神春日大社。841年（承和8年），作為春日大社的神域，狩獵、伐採被禁止。被視為春日大社的神體山，取自春日山自然生長的榊，作為春日大社神靈寄宿的「春日神木」，是興福寺、春日大社在強訴之際的神木。

## 御蓋山

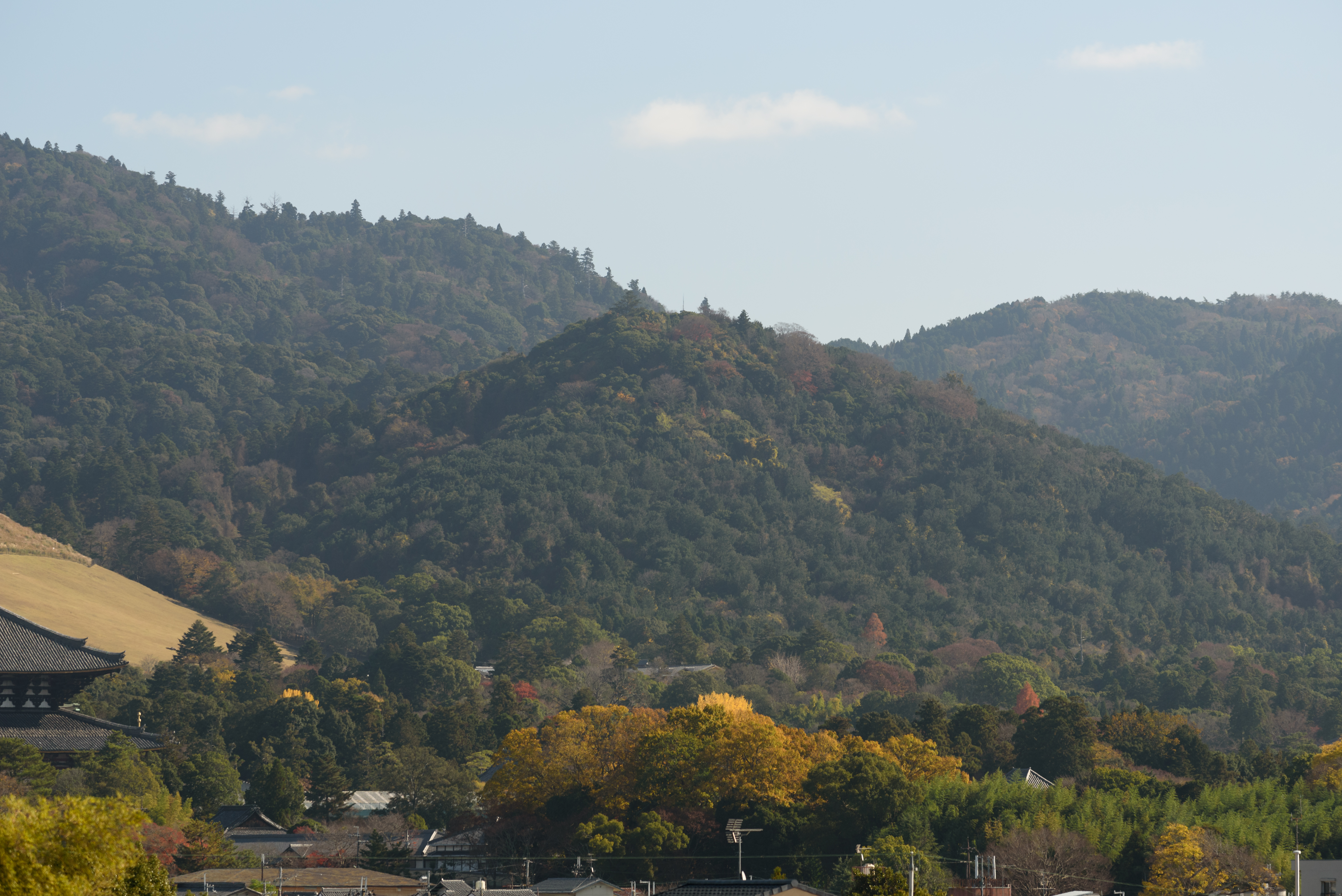
御蓋山

標高297m，也作三笠山。名稱因山容如伏笠之形而來。山頂的浮雲峰是768年（神護景雲2年），春日大社的祭神武甕槌命受藤原氏勸請，乘白鹿降臨的場所，由本宮神社祭祀。

## 關連項目
- 平城京三山 - 春日山・生駒山・奈良山
- 春日山原始林
- 三笠號戰艦
- 春日號裝甲巡洋艦